# John Richardson (Schauspieler)

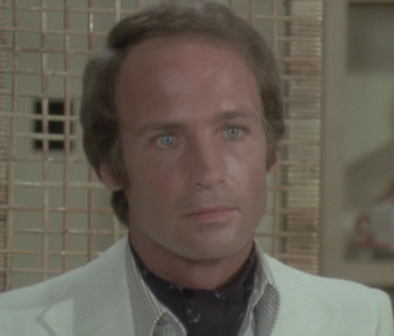
John Richardson (1975)

John Richardson (* 19. Januar 1934 in Worthing, Sussex, England; † 5. Januar 2021) war ein britischer Schauspieler.

## Leben
Richardson begann seine Karriere 1958 mit einer kleineren Nebenrolle in der britischen Filmkomödie Mit dem Kopf durch die Wand mit Hardy Krüger und Sylvia Syms in den Hauptrollen. Eine erste Hauptrolle hatte er im italienischen Horrorfilm Die Stunde, wenn Dracula kommt von Mario Bava. Er hatte daraufhin größere Rollen in britischen Produktionen wie Herrscherin der Wüste und die männliche Hauptrolle in Eine Million Jahre vor unserer Zeit an der Seite von Raquel Welch. 1969 zog ihn Regisseur Peter R. Hunt nach dem Ausstieg von Sean Connery als neuen James Bond in Erwägung, die Rolle ging schließlich an George Lazenby. Im Jahr darauf spielte er in der US-amerikanischen Produktion Einst kommt der Tag… mit Barbra Streisand und Yves Montand in den Hauptrollen. Es gelang ihm jedoch nicht, im US-amerikanischen Filmgeschäft Fuß zu fassen, so dass er in der Folge in italienischen Produktionen auftrat, darunter in den Gialli Die Säge des Teufels und Labyrinth des Schreckens. In den 1980er Jahren hatte er kaum noch Engagements, nach einer letzten Nebenrolle in einem Fernsehfilm 1994 kehrte er der Schauspielerei den Rücken.
Richardson war mit Martine Beswick verheiratet, widmete sich nach seinem Rückzug der Fotografie und lebte in Paris. Während der COVID-19-Pandemie starb Richardson am 5. Januar 2021 im Alter von 86 Jahren an den Folgen einer SARS-CoV-2-Infektion.

## Filmografie (Auswahl)
- 1958: Mit dem Kopf durch die Wand (Bachelor of Hearts)
- 1959: Die 39 Stufen (The 39 Steps)
- 1960: Die Stunde, wenn Dracula kommt (La maschera del demonio)
- 1961: Piraten von Tortuga (Pirates of Tortuga)
- 1962: Zärtlich ist die Nacht (Tender Is the Night)
- 1965: Herrscherin der Wüste (She)
- 1966: Eine Million Jahre vor unserer Zeit (One Million Years B.C.)
- 1967: John il bastardo
- 1967: Der Keuschheitsgürtel (La cintura di castità)
- 1967: Jung, blond und tödlich (The Vengeance of She)
- 1967: Scheideweg einer Nonne (Encrucijada por una monja)
- 1968: Django – Die Bibel ist kein Kartenspiel (Execution)
- 1970: Einst kommt der Tag… (On a Clear Day You Can See Forever)
- 1972: Frankenstein ’80 (Hauptrolle)
- 1973: Die Säge des Teufels (I corpi presentano tracce di violenza carnale)
- 1975: Ente auf Orange (L’anatra all’arancia)
- 1975: Labyrinth des Schreckens (Gatti rossi in un labirinto di vetro)
- 1976: Happy Birthday, Harry! (Febbre a 40!)
- 1976: Die Mondscheinkiller (Quattro minuti per quattro miliardi)
- 1977: Battle of the Stars (Cosmo 2000 – Battaglie negli spazi stellari)
- 1987: Gauner haben’s schwer (Scuola di ladri 2)
- 1989: The Church (La chiesa)
- 1995: Broadcast Bombshells